# Василеостровский трамвайный парк
Василеостро́вский трамва́йный парк (Трамва́йный парк и́мени Лео́нова, Трамва́йный парк № 2, Трамва́йный парк № 3, площа́дка № 2) — комплекс зданий трамвайного парка, построенных в начале XX века в составе первой очереди петербургского электрического сухопутного трамвая.
Расположен на Васильевском острове по адресу Средний проспект В. О., 77/79. 29 сентября 1907 года из стен парка вышли вагоны на первые регулярные рейсы, 15 апреля 1942 года после приостановления трамвайного движения во время блокады Ленинграда был одним из парков, возобновивших выпуск трамваев на линии. В 2003—2005 годах из-за ремонта Среднего проспекта В. О. был изолирован от основной трамвайной сети и обслуживал единственный маршрут.
В 1926 году парку было присвоено имя Александра Леонова, а в 1990-е годы получил № 2. В 2003 году трамвайный парк № 2 был объединён с трамвайным парком № 3 имени К. Н. Блохина и функционирует как площадка № 2 трамвайного парка № 3.
15 января 2007 года парк был официально закрыт. Тем не менее, он продолжал использоваться для оборота подвижного состава, периодически обслуживал отрезанные из-за ремонтов на Петроградском острове маршруты Васильевского острова. В зданиях депо расположен Музей электрического транспорта Санкт-Петербурга. В 2011 году западные половины — так называемые полусараи — исторических корпусов находились под угрозой демонтажа.
Незадолго до начала реконструкции Тучкова моста, 2 июня 2016 года, парк официально возобновил свою работу как площадка № 2 трамвайного парка № 3. Для возобновления работы из других парков были переданы вагоны ЛМ-68М3 и 71-623-03.

## История

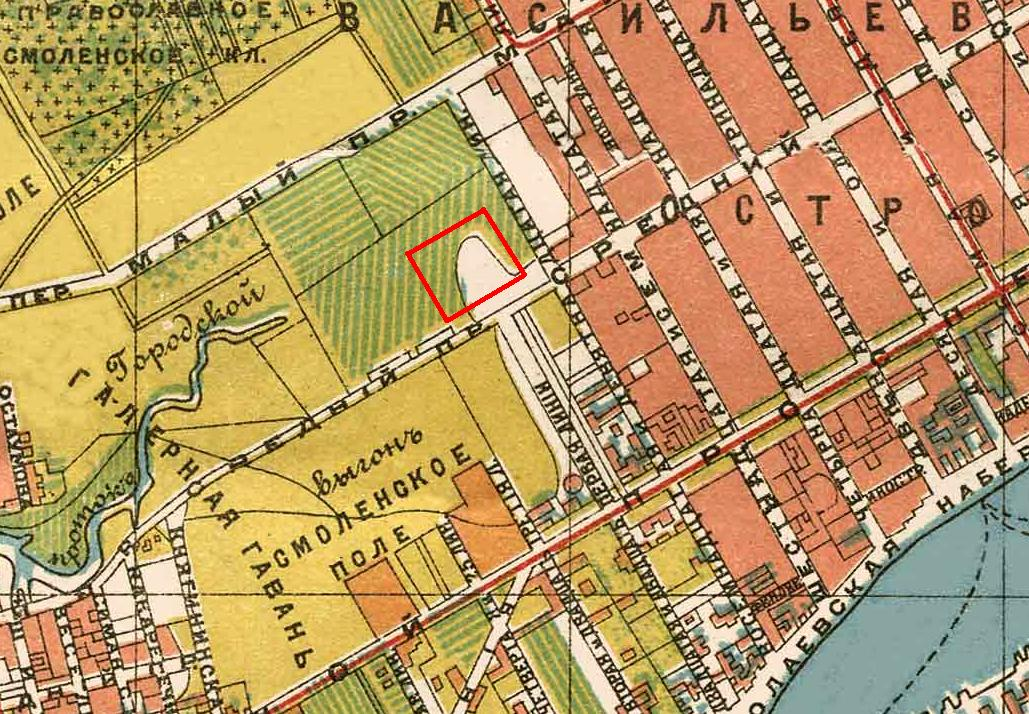
Расположение площадки будущего трамвайного парка на карте 1905 года

### Строительство
- В конце 1904 года Городской Думой был объявлен международный конкурс на право производства работ. В нём приняли участие три фирмы: «Сименс и Гальске», «Всеобщая компания электричества» и «Вестингауз». В 1906—1908 годах на пустынном прямоугольном участке к северо-западу от перекрёстка Среднего проспекта и 18-19-й линии фирмой «Вестингауз» были построены вагонные сараи (современные адреса: Средний проспект, 77, литеры А, Б и В). Гражданские инженеры: Фёдор Тейхман, Леонид Горенберг, инженер Александр Коган.
- 16 (29) сентября 1907 года из Полусарая № 1 на первый регулярный рейс санкт-петербургского сухопутного трамвая вышел вагон «Brush». В 1906—1907 годах было построено двухэтажное западное административное здание (современный адрес: Средний проспект, 79Б), в 1911—1913 годах гражданским инженером Александром Ламагиным был разработан проект реконструкции здания, в 1913—1915 годах первые два этажа были перестроены, фасад изменён, были надстроены 3-й и 4-й этажи. В 1911—1913 годах Ламагиным также был подготовлен типовой проект восточного административного здания (современный адрес: Средний проспект, 79А), которое было построено в 1913—1915 годах.Василеостровский трамвайный парк на карте 1913 года

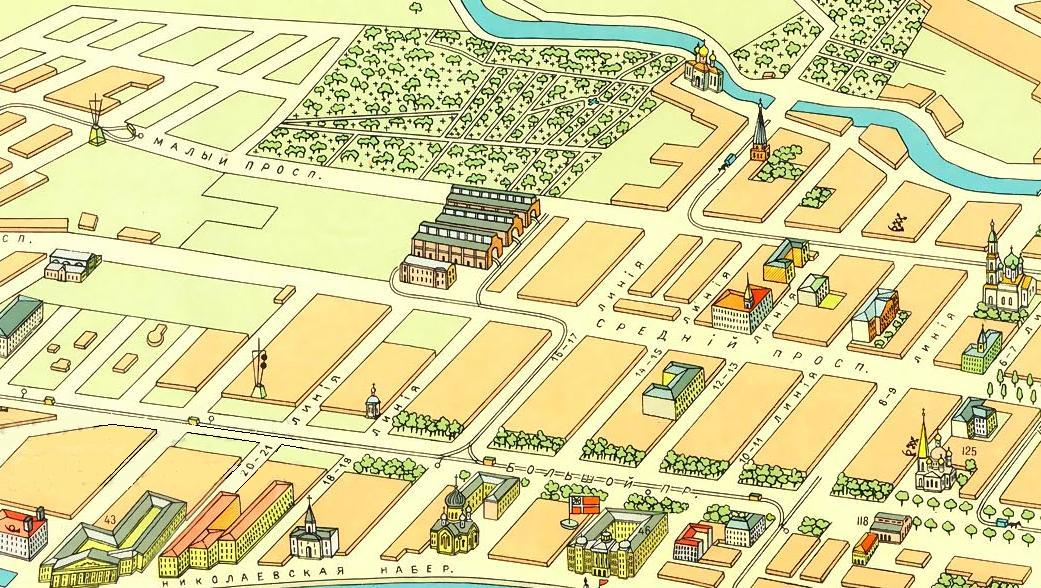
Василеостровский трамвайный парк на карте 1913 года

- Впоследствии территория парка была расширена на запад до 24-25-й линии, частично перестраивались административные здания, был возведён ряд служебных построек, введён в строй литейный цех, который изготовлял детали рельсового пути, в том числе уникальные цельнолитые крестовины веера (продукция была востребована другими городами СССР). Вагонные сараи подверглись лишь небольшим изменениям в советское время, которые не исказили общий облик зданий.

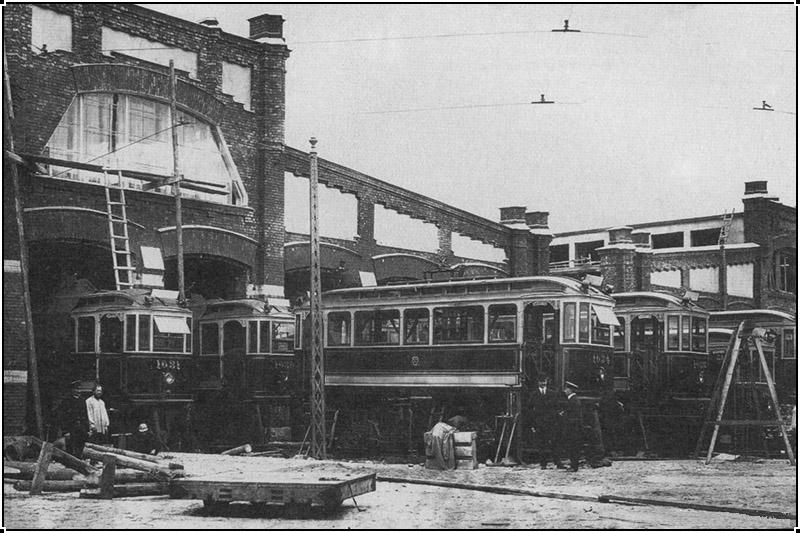
Подготовка к выходу на линию новых трамвайных вагонов английской фирмы «Бреш» из Василеостровского парка.

### Развитие транспортного предприятия
- 29 сентября 1907 года состоялось открытие регулярного пассажирского движения санкт-петербургского трамвая. Из полусарая № 1 вышел в первый рейс вагон «Brush».
- В 1920-х годах на базе Трамвайного парка № 2 организованы Центральные ремонтные мастерские. Здесь осуществлялись наиболее сложные (периодический и аварийно-восстановительный) виды ремонта. В 1933 году здесь были построены первые четырёхосные вагоны ЛМ-33. Позже строительством вагонов занялся открывшийся в 1934 году вагоноремонтный завод (ВАРЗ) на Чугунной улице. Центральные ремонтные мастерские стали производить ремонт только прицепных вагонов и были названы «ВАРЗ № 2».
- 15 апреля 1942 года после приостановления трамвайного движения во время блокады Ленинграда трамвайный парк имени Леонова был одним из первых парков, возобновивших выпуск трамваев на линии. В память об этом событии на административном здании установлена мемориальная доска.

- 29 сентября 1967 года в южном депо парка был открыт музей истории трамвайного парка, первый музей подобного типа в стране. В музее проводилась демонстрация и реставрация ретро-вагонов, впоследствии на его базе был создан Музей электрического транспорта Санкт-Петербурга.
- В 2003 году трамвайные парки № 2 и № 3 были объединены под № 3 — трамвайный парк № 2 номинально перестал существовать и формально стал площадкой № 2 трамвайного парка № 3.
- В 2003—2005 гг. из-за ремонта Среднего проспекта Василеостровский трамвайный парк был изолирован от основной трамвайной сети и обслуживал единственный маршрут.
- 15 января 2007 года парк был официально закрыт. Все вагоны переданы в трамвайные парки № 3, 8 и СТТП или списаны.
- 29 сентября 2007 года на территории парка был торжественно открыт памятник трамваю «Brush» маршрута «Главный штаб — 8 линия В. О.», который за сто лет до этого открывал регулярное движение[4].

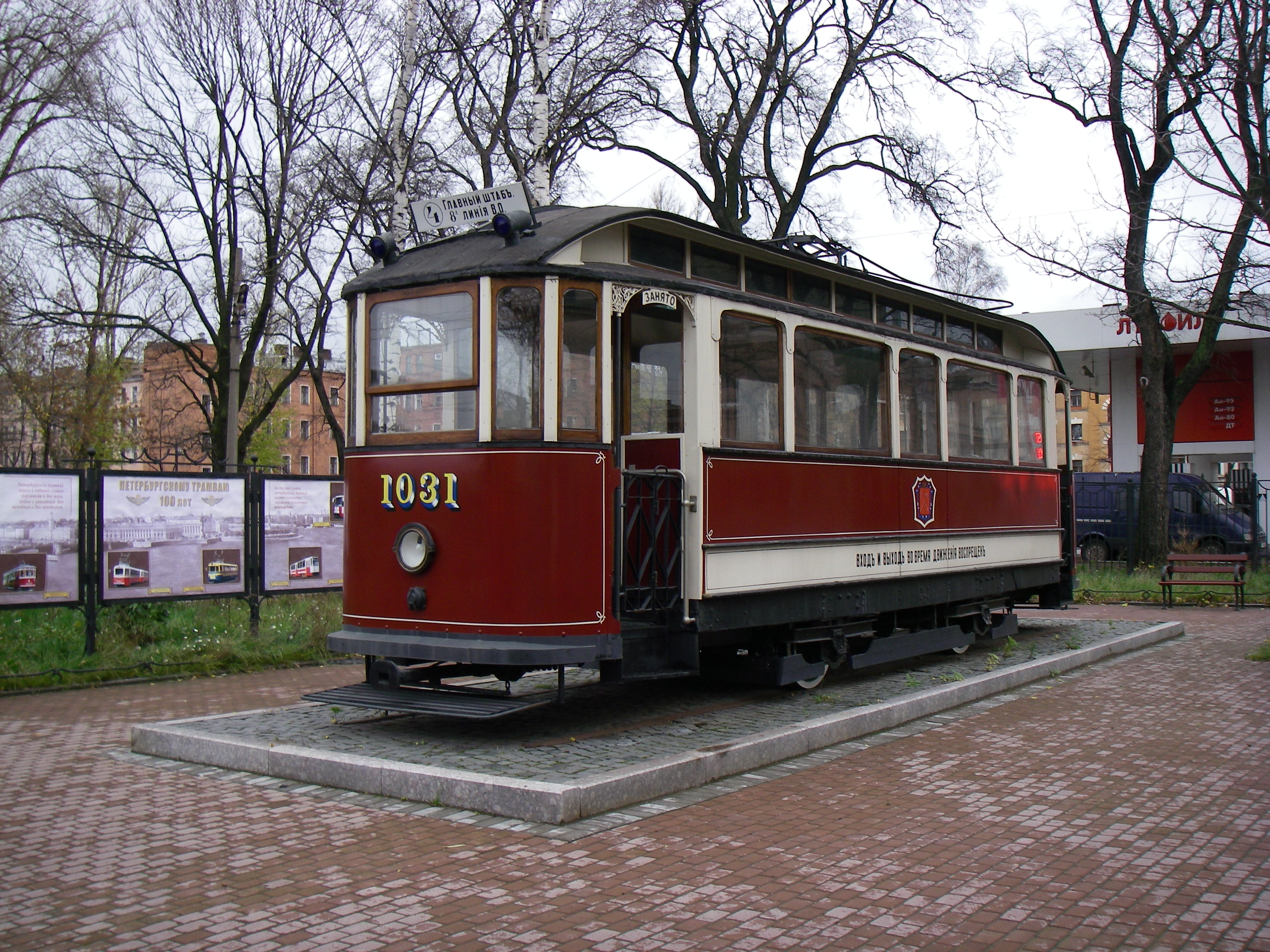
Памятник первому санкт-петербургскому трамваю

- Начиная с 2010 года, из-за ремонта путей на Петроградском острове трамвайная сеть Васильевского острова вновь потеряла связь с другими районами, а Василеостровский трамвайный парк стал выпускать подвижной состав на один маршрут.
- Распоряжением Комитета по управлению городским имуществом № 548-рк от 17.06.2011 на основании решения городской комиссии по распоряжению объектами недвижимости (протокол № 13 от 16.06.2011) объекты находящиеся на территории изъяты из хозяйственного ведения «Горэлектротранса». 6 июня 2011 года в парке начался демонтаж контактной сети и оборудования[5][6].
- В июле 2013 года, через год после отмены соглашения об отмене строительства общественно-делового центра «Дворец искусств» и возвращения территории СПб ГУП «Горэлектротранс», директор предприятия Василий Остряков представил концепцию развития территории Василеостровского трамвайного парка как транспортного предприятия[7].
- Весной 2016 года на территории корпуса № 2 проведены работы по ремонту и подготовке парка к возобновлению работы и обслуживанию подвижного состава[8].
- 2 июня 2016 года возобновлена деятельность парка как площадки № 2 трамвайного парка № 3[1].

## Маршруты
По состоянию на 2018 год:
- 6 улица Кораблестроителей — Площадь Ленина
- 40 Тихорецкий проспект — улица Кораблестроителей

## Подвижной состав

### Пассажирские вагоны
По состоянию на октябрь 2017 года парк имеет 30 вагонов.
| Модель вагона | Кол-во |
| ------------- | ------ |
| ЛМ-68М3       | 14     |
| 71-623-03     | 10     |
| 71-623-03.01  | 6      |

## Объект культурного наследия

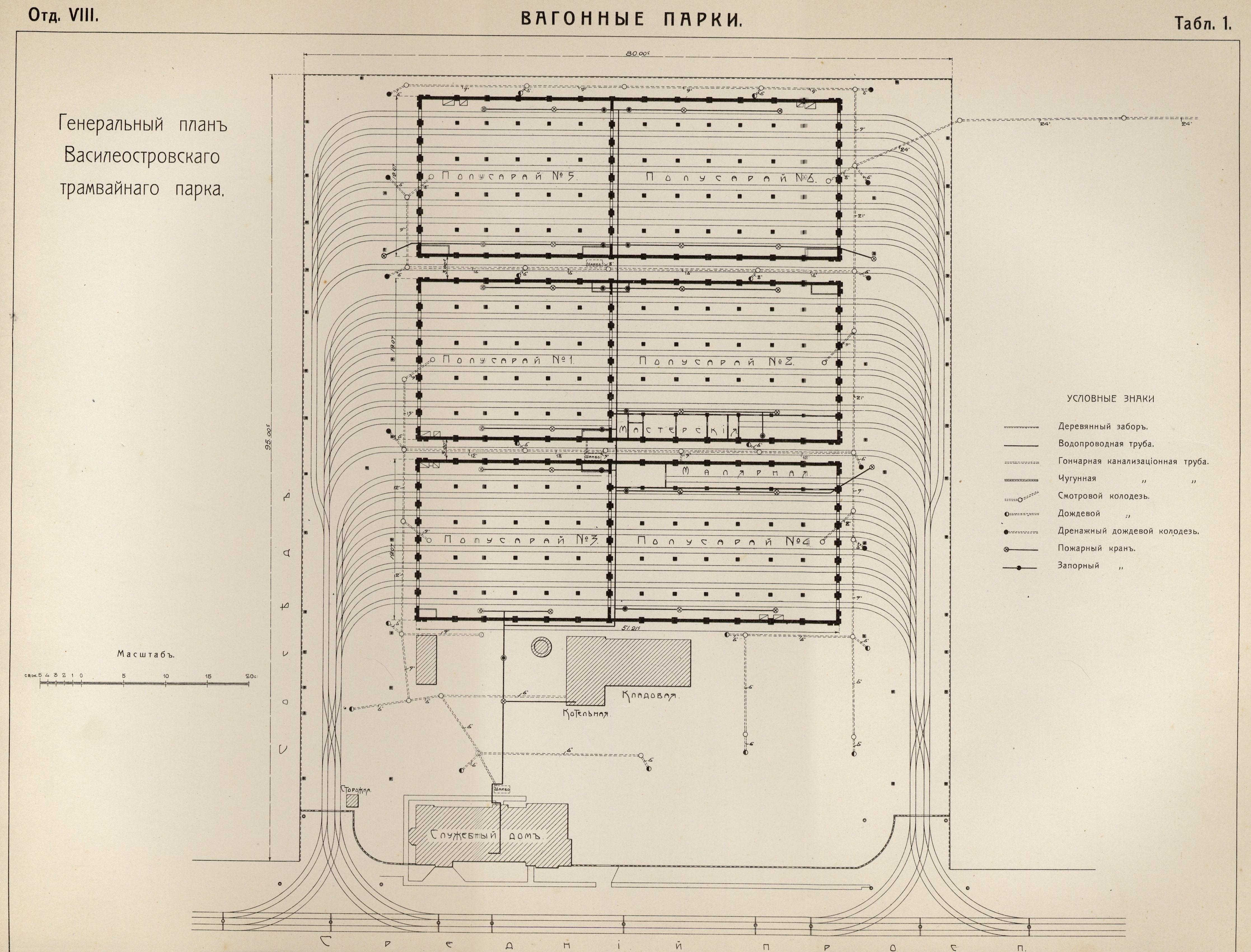
«Отчёт по сооружению Санкт-Петербургского городского электрического трамвая. 1905—1908». Генеральный план Василеостровского трамвайного парка. Полусараи пронумерованы в соответствии с очерёдностью их возведения. № 1 — 1906-1907 годы, № 2 — 1907 год, № 3 — 1907-1908 годы, № 4 — 1908 год, № 5 — 1908 год, № 6 — 1908 год

29 сентября 2009 года распоряжением КГИОП № 10-28 в реестр объектов культурного наследия в качестве объектов культурного наследия регионального значения были включены только восточные половины вагонных ангаров (Полусараи № 2, № 4, № 6). Экспертами Санкт-Петербургского городского отделения Всероссийского общества охраны памятников истории и культуры было проведено исследование всех трёх корпусов депо, которое выявило ряд обстоятельств, учёт которых требует пересмотра распоряжения КГИОП в пользу сохранения и включения в единый государственный реестр объектов культурного наследия всего комплекса вагонного депо. ВООПИиК, в частности, аргументирует свою позицию тем, что полусарай № 1 представляет собой старейшее на территории России сооружение, построенное специально для хранения и обслуживания вагонов электрического трамвая, в 1907 году в первый рейс сухопутный электрический трамвай Санкт-Петербурга вышел именно из полусарая № 1. Полусарай № 3 имеет уникальную, отличающуюся от остальных депо железобетонную конструкцию перекрытий без затяжек, его архитектура в своё время стала образцовой для вагонных строений с железобетонными конструкциями перекрытий. Памятниками являются цельные корпуса, состоящие из двух частей, которые из соображений пожарной безопасности делились надвое капитальной поперечной стеной. Полусараи Василеостровского трамвайного парка никогда не имели вторых торцевых фасадов и никогда не существовали в качестве отдельно стоящих зданий, единое пространство каждого из трёх корпусов, то есть пары полусараев, эксплуатировалось целиком на протяжении всего существования объекта. В декабре 2010 года ВООПИиК направило губернатору Санкт-Петербурга Валентине Матвиенко письмо с просьбой вновь инициировать процесс включения в реестр всего комплекса трампарка.
6 июня 2011 года градозащитникам при поддержке и Общества охраны памятников удалось провести альтернативную государственную историко-культурную экспертизу и направить её в Минкульт на рассмотрение.

26 ноября 2014 года КГИОП в соответствии с актом, составленным по результатам государственной историко-культурной экспертизы (№ 3-8297 от 09.09.2013) и с учётом решения рабочей группы Совета по сохранению культурного наследия от 10.02.2014 Распоряжением № 10-752 включил объект (ансамбль): «Василеостровский вагонный парк Санкт-Петербургского электрического трамвая (Василеостровский трамвайный парк)», расположенный по адресу: Санкт-Петербург, Средний пр. В.О., 77, литеры А, Б, В (вагонные сараи); 79, литеры А, Б (административный и жилой дом) в единый государственный реестр объектов культурного наследия (памятников истории и культуры) народов Российской Федерации в качестве объектов культурного наследия регионального значения.

Василеостровский трамвайный парк
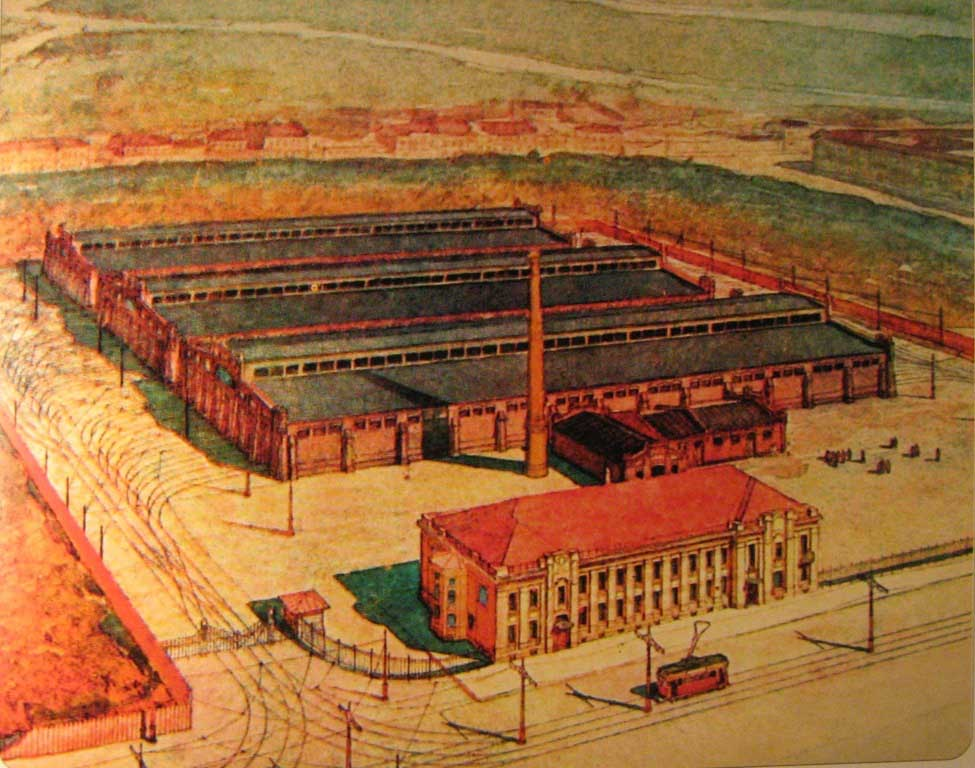
Общий вид, 1908 год
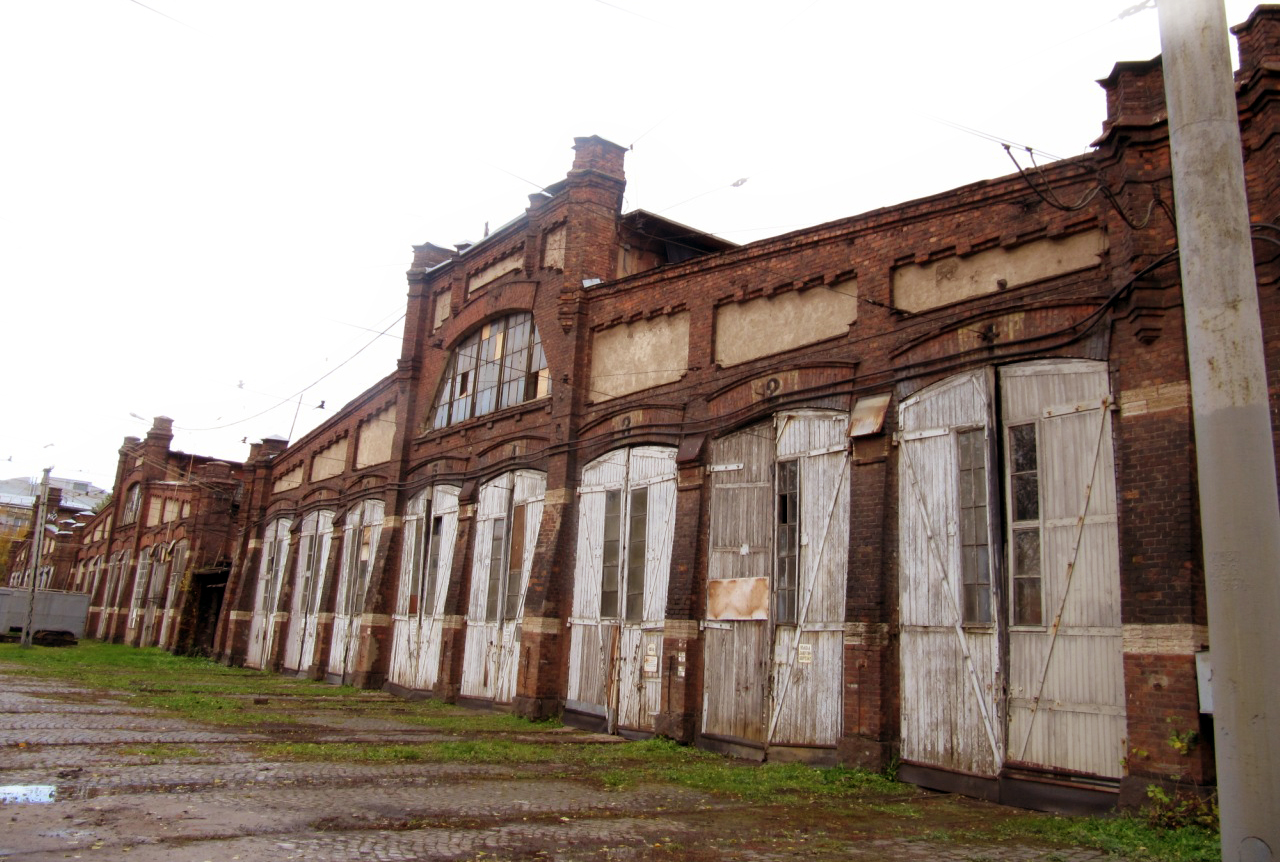
Фасад полусарая 3
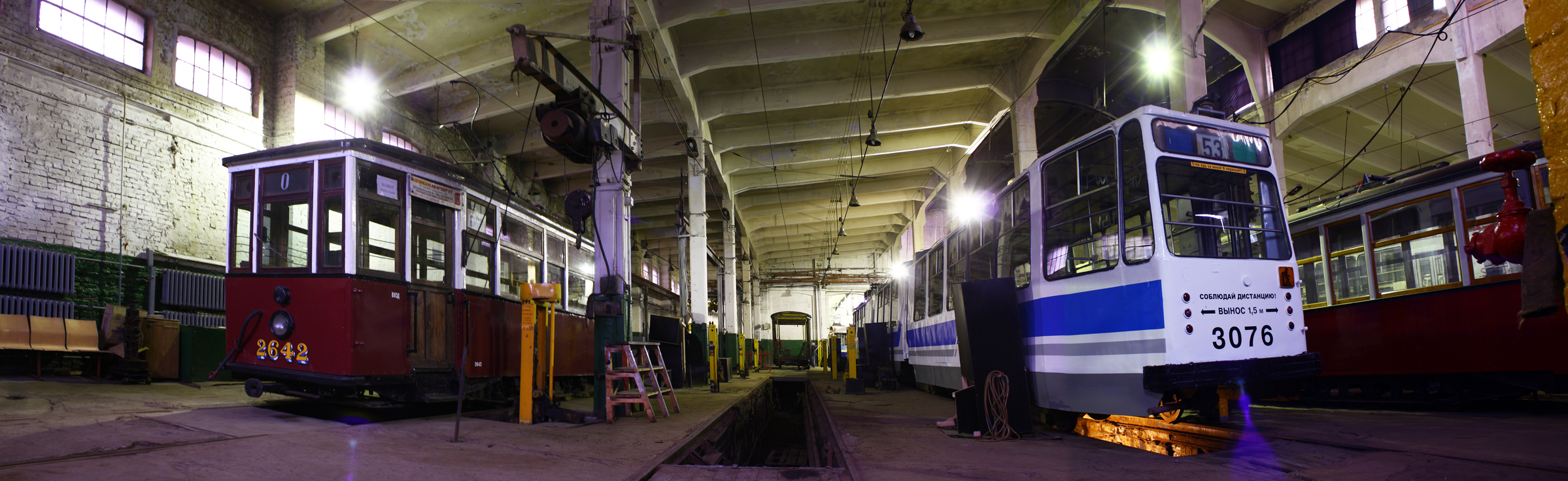
Цех полусарая 3
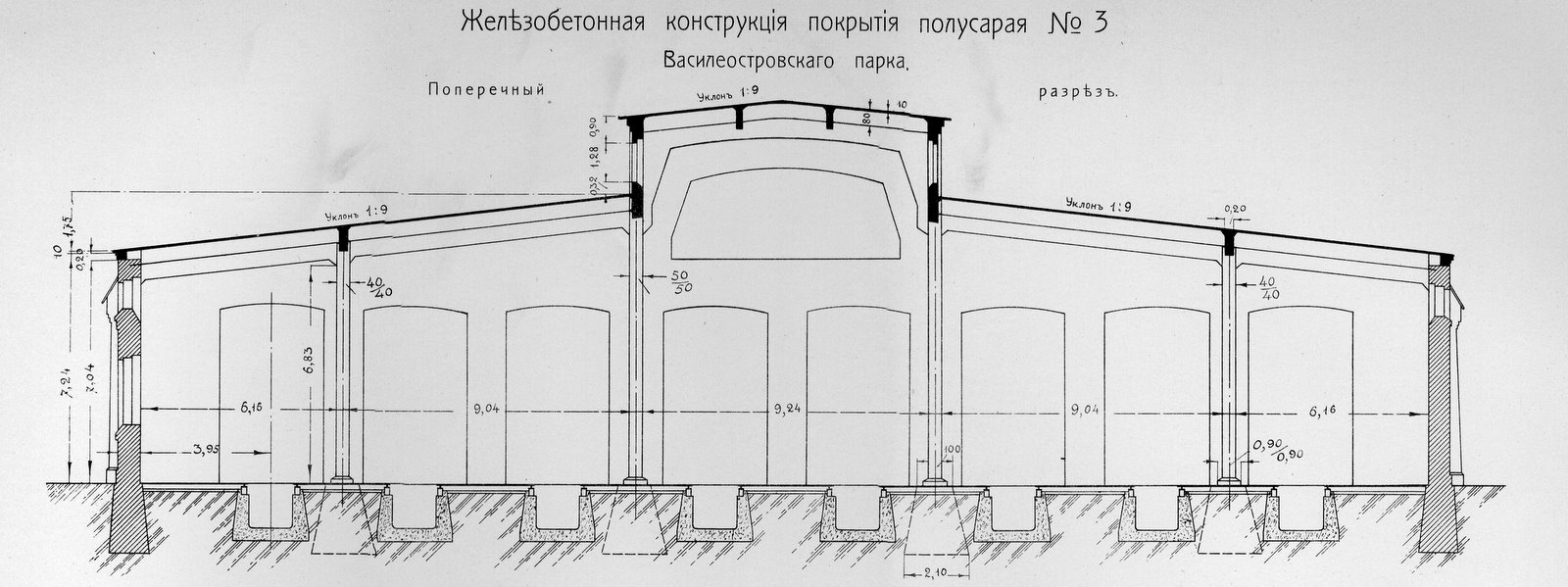
Поперечный разрез полусарая 3. Ж/б конструкции перекрытия

## Угроза утраты объекта культурного наследия
- В 2007 году губернатором Санкт-Петербурга была высказана идея отдать территорию трампарка под застройку. Планируется построить ряд коммерческих объектов, включая офисы и гостиницы, конгресс-центр, теле-фабрику и концертный зал — «Дворец искусств». Участок будет осваиваться дочерними структурами фирмы TriGránit[13][14]. Курировать проект было поручено вице-губернатору Алле Маниловой, которая в силу занимаемой должности зачастую использовала телефонное право, предупреждая освещение проблемы в СМИ. В частности, в августе 2010 года был отменён анонсированный сюжет в программе «Вести»[15][16].
- 27 декабря 2010 года были проведены общественные слушания по планам застройки ЗАО ЦММП «Телеград» территории парка[17][18][19][20]. Эти слушания стали самыми масштабными в 2010 году[17]. Были высказаны предложения изменить проект — построить здание в той части, что была застроена в советские годы, сделать планируемый к строительству дворец выше, но занимающим меньше места, а историческую часть — сохранить и благоустроить, но проект изменений не претерпел[21].
- Градозащитники обращались в Прокуратуру Петербурга, в Общественную палату и в Министерство культуры с требованием принять меры в связи с многочисленными грубыми нарушениями законодательства[22][23]. Письма в защиту наследия направили также Михаил Борисович Пиотровский и Всероссийское общество охраны памятников истории и культуры (ВООПИиК), 13 июля 2011 года с открытым письмом выступил кинорежиссёр Александр Сокуров[24].
- Правительство Санкт-Петербурга 11 июля 2011 года подписало соглашение о государственно-частном партнёрстве между С-Петербургом и ЗАО «Инвестстрой» (структура TriGránit) о проектировании, строительстве и последующей эксплуатации общественно-делового центра «Дворец искусств»[25][26]. Финансовое соглашение и границы проекта будут прописаны и озвучены к 1 декабря 2011 года. В рамках соглашения о ГЧП, инвестору из городского бюджета планировалось возвратить до 15 млрд рублей инвестиций[27][28][29]. Однако условия соглашения — решить правовые вопросы к 1 декабря 2011 года — выполнены не были.
- 6 июня 2011 года градозащитникам при поддержке и Общества охраны памятников удалось провести альтернативную экспертизу и направить её в Минкульт на рассмотрение[12]. Однако на основании формальных ошибок Министерство отказалось рассматривать документ. Более того, подписанный замминистра А. Бусыгиным ответ заявителю был тут же переправлен в Смольный и предан огласке вместе с содержащимися в нём личными данными[30].
- В конце 2011 года команда нового губернатора Г. С. Полтавченко засомневалась в целесообразности реализации проекта «Дворец искусств». Более того, были высказаны предложения по сохранению исторического комплекса депо и организации на его основе технологического музея[31][32]. Создать последний, но с сохранением всех ангаров депо вызвался всё тот же TriGránit[33].
- 28 апреля 2012 года Правительство Санкт-Петербурга приняло постановление о прекращении соглашения о строительстве в рамках ГЧП общественно-делового центра «Дворец искусств»[34].
- В декабре 2013 года ЗАО «Телеград» признано банкротом. 22 января 2014 года Арбитражный суд отказал ЗАО «Телеград» по иску к Правительству и Комитету по строительству о признании незаконным отказа в предоставлении участка в 1,8 га. Однако инвестор по-прежнему имеет намерение возвести на западной половине трампарка коммерческую недвижимость с предоставлением уровня первых этажей «Горэлектротрансу» под троллейбусное депо.

## Исторические факты
- Самый активный и влиятельный среди большевиков-трамвайщиков Александр Леонов, чьим именем и был назван парк, начинал свою трудовую деятельность в Миусском трамвайном парке Москвы[35], здание вагонного сарая которого созвучно архитектурному решению зданий депо Василеостровского парка.
- Проект депо Василеостровского парка стал первым крупным типовым проектом трамвайных парков в России.